# Kochichthys
Kochichthys is een monotypisch geslacht van straalvinnige vissen uit de familie van krokodilvissen (Pinguipedidae).

## Soort
- Kochichthys flavofasciata (Kamohara, 1936)